# Cristina Teuscher
Cristina Teuscher (Bronx, 12 de março de 1978) é uma nadadora norte-americana.
Nos Jogos Olímpicos de Atlanta 1996, ganhou o ouro nos 4x200m livres, ficou em 6º lugar nos 200 metros livres e em 8º nos 400 metros livres. Em Sydney 2000 obteve o bronze nos 200 metros medley.